# Natasha Seatter

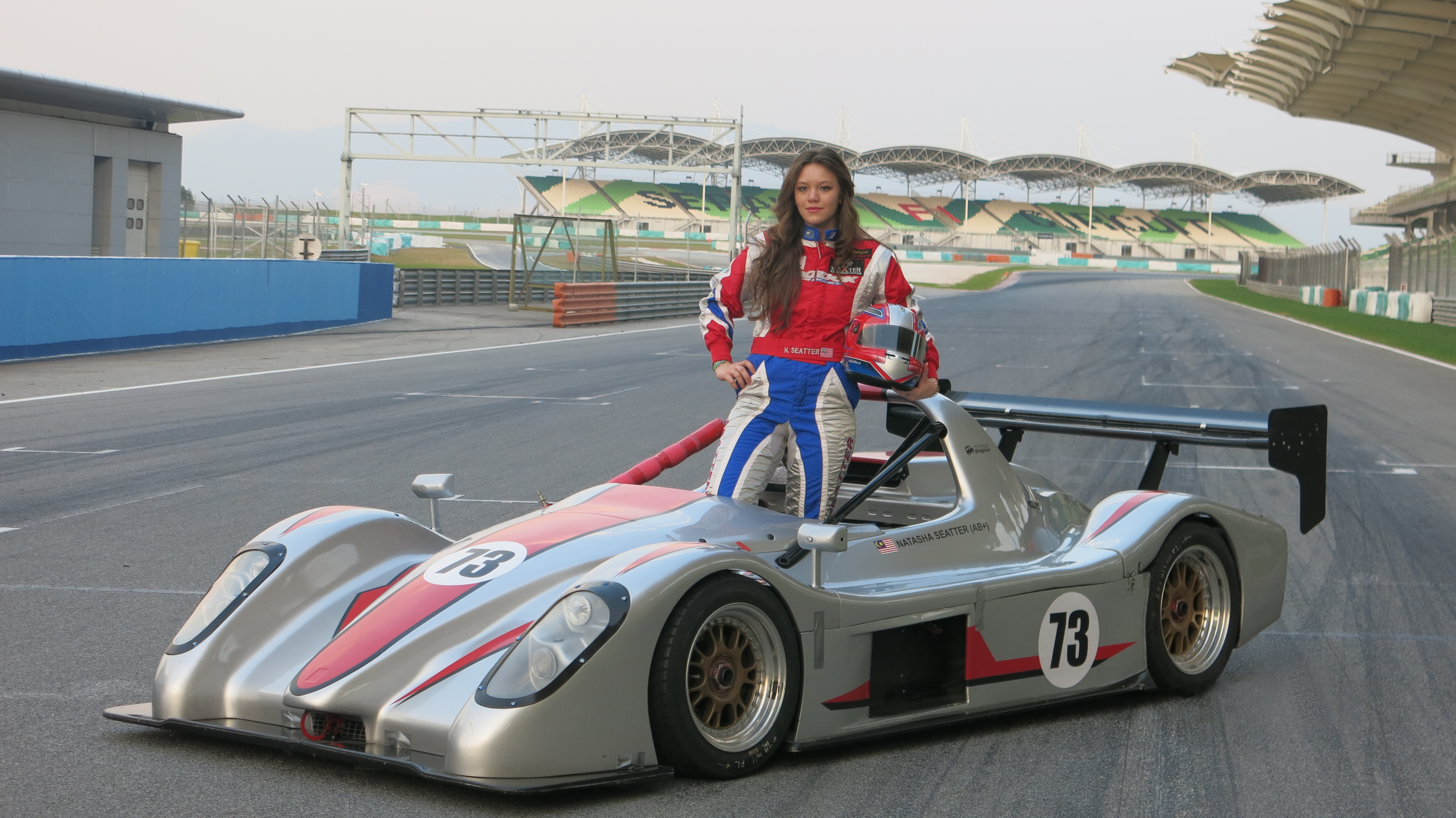
Natasha Seatter 2014 in einem Radical SR8

Natasha Seatter (* 7. März 1993 in Miri) ist eine ehemalige malaysische Automobilrennfahrerin.

## Karriere
Natasha Seatter fing in den 2000er Jahren mit dem Kartsport an. 2008 wurde sie Vierte in der Formula 125 Junior Open-Wertung der Asiatischen Kartmeisterschaft. Ein Jahr später, in ihrer letzten Kart-Saison, wurde sie 14. in der KF2-Wertung der Thailändischen Meisterschaft.
2010 stieg sie in den Formelsport ein und startete mit dem Team Petronas Mofaz Racing in der Formula BMW Pacific und ein Jahr später mit dem Team Eurasia Motorsport in der Folge-Rennserie JK Racing Asia Series. Ihre beste Platzierung in der Serie erreichte sie 2011 mit dem zehnten Platz in der Gesamtwertung. Parallel dazu fuhr sie 2011 mit einem Tatuus FA010 zwei Rennen in der Formula Pilota China und wurde 13. im Gesamtklassement.
Danach startete sie in den Saisons 2011/12, 2012/13 und 2013/14 der Formel Gulf 1000 mit einem RFR F1000. Mit dem Sieg 2012 beim Rennen in Abu Dhabi war sie die erste Frau, die in dieser Serie ein Rennen im Nahen Osten gewann. Der Formel-Gulf-1000-Meistertitel in der Saison 2012/13 war ihr größter Motorsporterfolg.
2013 fuhr sie in der Malaysischen Super Serie (MSS) mit einem Radical SR8 und gewann den Vize-Meistertitel in der offenen GT-Klasse. Im selben Jahr trat sie mit dem Team PICC Team Starchase als Gaststarter zu zwei Rennen im Porsche Carrera Cup Asien an und erreichte den 23. Platz in der Gesamtwertung.
In der Saison 2014 fuhr sie mit einem Aston Martin Vantage GT3 in der GT Asia zwei Rennläufe und erreichte den 46. Gesamtrang.
Seatter ging zweimal bei Langstreckenrennen an den Start. 2011 und 2012 startete sie mit einem VW Scirocco beim 12-Stunden-Rennen von Sepang bzw. Malaysia Merdeka Endurance Race. Das Rennen 2011 beendete sie mit ihrem Teamkollegen auf dem 19. Gesamtplatz.
Nach der Saison 2014 beendete sie ihre Motorsportlaufbahn.